# Four Star Records
Four Star Records, aussi stylisé 4 Star Records est un label discographique américain de country connues dans les années 1950. Fondé à la fin de la Seconde Guerre mondiale, il fut la maison de production de chanteurs comme Hank Locklin, Maddox Brothers, Rose Maddox, Webb Pierce et T. Texas Tyler. En plus de la musique country, 4 stars enregistrait aussi des chansons de jazz, blues, rhythm and blues (comme avec Ivory Joe Hunter) et musique latine.
Charlie Ryan enregistra Hot Rod Lincoln pour 4 Star. 4 Star est aussi connu pour avoir porté des stars de la musique country comme Patsy Cline. Ce label est la propriété de Fox Music et distribué sous le nom de Fox Nashville.

## Histoire
Le label est fondé en 1945 par William A. « Bill » McCall Jr, Clifford McDonald et Richard A. Nelson. En novembre 1946, McCall contrôlait entièrement 4 Star. Bien que les labels discographiques indiquent une adresse à Hollywood, en Californie, l'adresse réelle se trouvait au 800 Western Avenue à Los Angeles jusqu'en 1949, date à laquelle les activités sont transférées à Pasadena, en Californie.
Outre la musique country, 4 Star enregistre également du blues, du jazz (Wingy Manone, Slim Gaillard et Charles Mingus), du rhythm and blues (comme Pretty Mamma Blues d'Ivory Joe Hunter, la reprise par Cecil Gant de son tube I Wonder et Ed « The Great » Gates) et des enregistrements de musique latine. 4 Star réédite le succès de 1945 du guitariste hillbilly boogie Porky Freeman, Boogie Woogie on Strings, en 1948, et Charlie Ryan réenregistre son succès de 1955, Hot Rod Lincoln, pour le label en 1959. Smokey Rogers (sous le nom de Buck Rogers & His Texans, 1946-1947), Terry Fell (plus tard connu sous le nom de Truck Drivin' Man, 1947), Ferlin Husky (sous le nom de Terry Preston, 1949-1950), Billy Jack Wills (le plus jeune frère de Bob Wills, 1951), Ramblin' Tommy Scott (1955) et Sammy Masters (1956) sont également des artistes enregistrés par 4 Star.
4 Star publie sa musique sur des disques 78 tours (plus tard 45 tours) en trois séries numériques : la série principale 1000 (1000–1765), la série X (1–100) et la série P (101–112).
Plusieurs disques ont été produits, dont Till I'm Strong Enough to Love Again de Debi Bass et I Need a Hero, tous deux écrits par Joe Nelson. Les problèmes financiers de 4 Star n'ont cessé de s'aggraver ; au début des années 1980, la société est fermée et son catalogue est absorbé par ses créanciers. Sony/ATV Music Publishing est désormais propriétaire du catalogue.

## Patsy Cline
Le 30 septembre 1954, la chanteuse Patsy Cline signe un contrat d'enregistrement avec 4 Star. Cependant, pas un seul des enregistrements ultérieurs de Cline pour 4 Star n'apparait sur le label 4 Star au lieu de cela, ils apparaissent sur Decca Records, et Coral Records (filiale de Decca), en vertu d'un accord de licence spécial par l'intermédiaire de 4 Star. Le contrat de 4 Star de Cline expire le 30 septembre 1960 à ce moment-là, Decca Records peut profiter pleinement des services de Cline dans les deux ans et demi qui lui restaient.